# Де Форест, Эммили
Эммили Шарлотта-Виктория де Форест (дат. Emmelie Charlotte-Victoria de Forest; 28 февраля 1993, Раннерс, Дания) — датская певица, победительница конкурса песни «Евровидение 2013» с композицией «Only Teardrops».
В русскоязычных средствах массовой информации встречается также другой вариант записи её имени — Эммели.

## Ранние годы
Эммили де Форест родилась в семье датчанки и шведа в Раннерсе, в восточной Дании. После развода родителей жила с матерью и братом в Мариагере, но довольно много времени проводила в Швеции, на ферме её папы на острове Аделсе. У Эммили есть сводные брат и сестра, проживающие в Стокгольме.
С раннего возраста девочка была настроена стать певицей и много пела в кругу семьи и друзей. В 9 лет Эммили начала петь в церковном хоре, где у неё были несколько сольных партий и она помогала дирижировать хором, активно участвует в постановках школьного театра. В 2007 году певица стала сотрудничать с шотландским музыкантом Фрезером Нилом, вместе они приняли участие во многих концертах и фестивалях, записали несколько кавер-версий знаменитых хитов и оригинальный совместный альбом.
В 2011 году Эммили переезжает в Копенгаген, где начинает учиться в Complete Vocal Institute.

## Участие в конкурсе песни Евровидение 2013

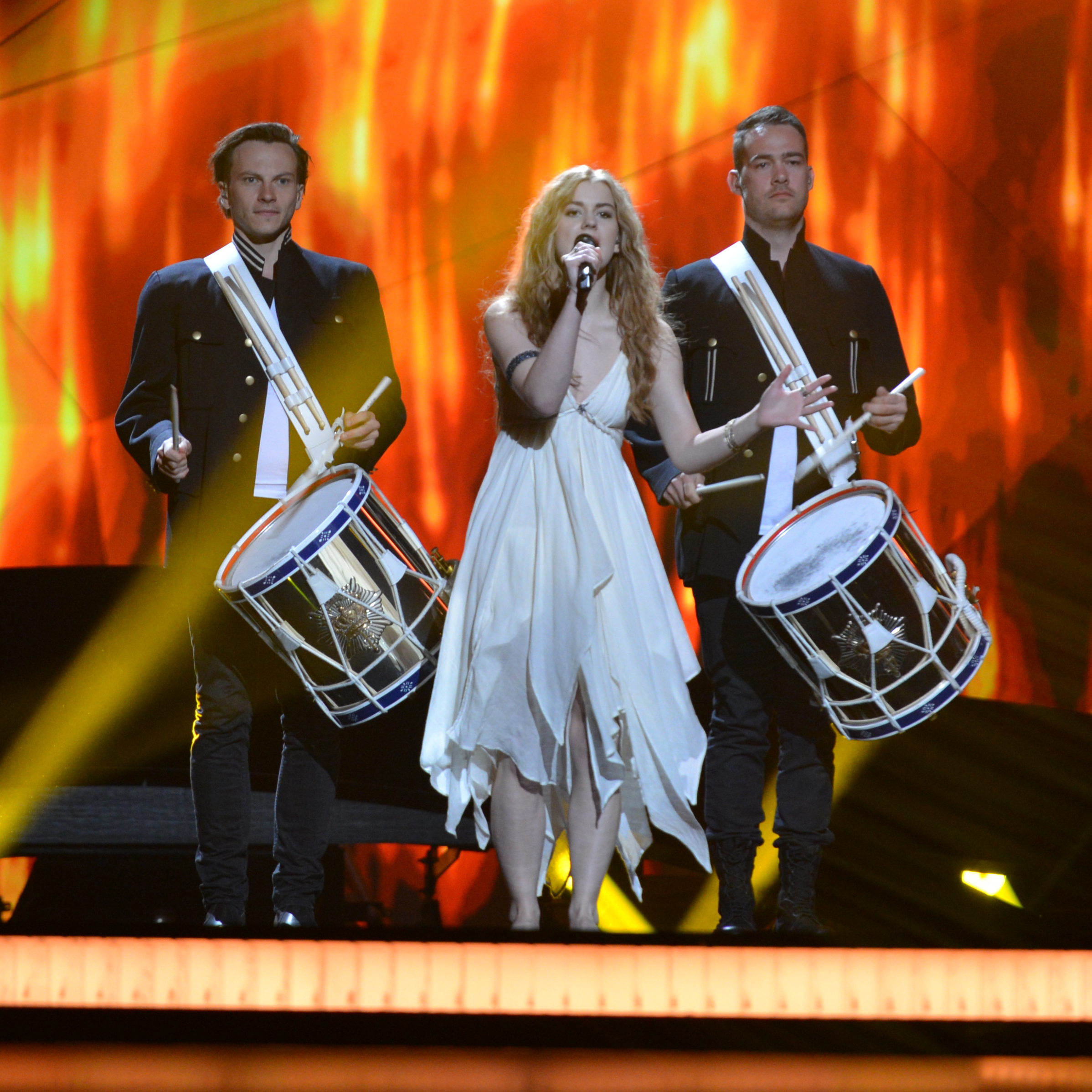
Выступление на конкурсе «Евровидение 2013»

26 января 2013 года Эммили приняла участие в финале отборочного конкурса «Dansk Melodi Grand Prix 2013», где и была выбрана как представитель своей страны на международном конкурсе песни «Евровидение 2013», который прошёл в Мальмё, Швеция. Эммили де Форест исполнила песню «Only Teardrops» («Только слезы») в полуфинале и вышла в финал, где победила, набрав 281 балл.

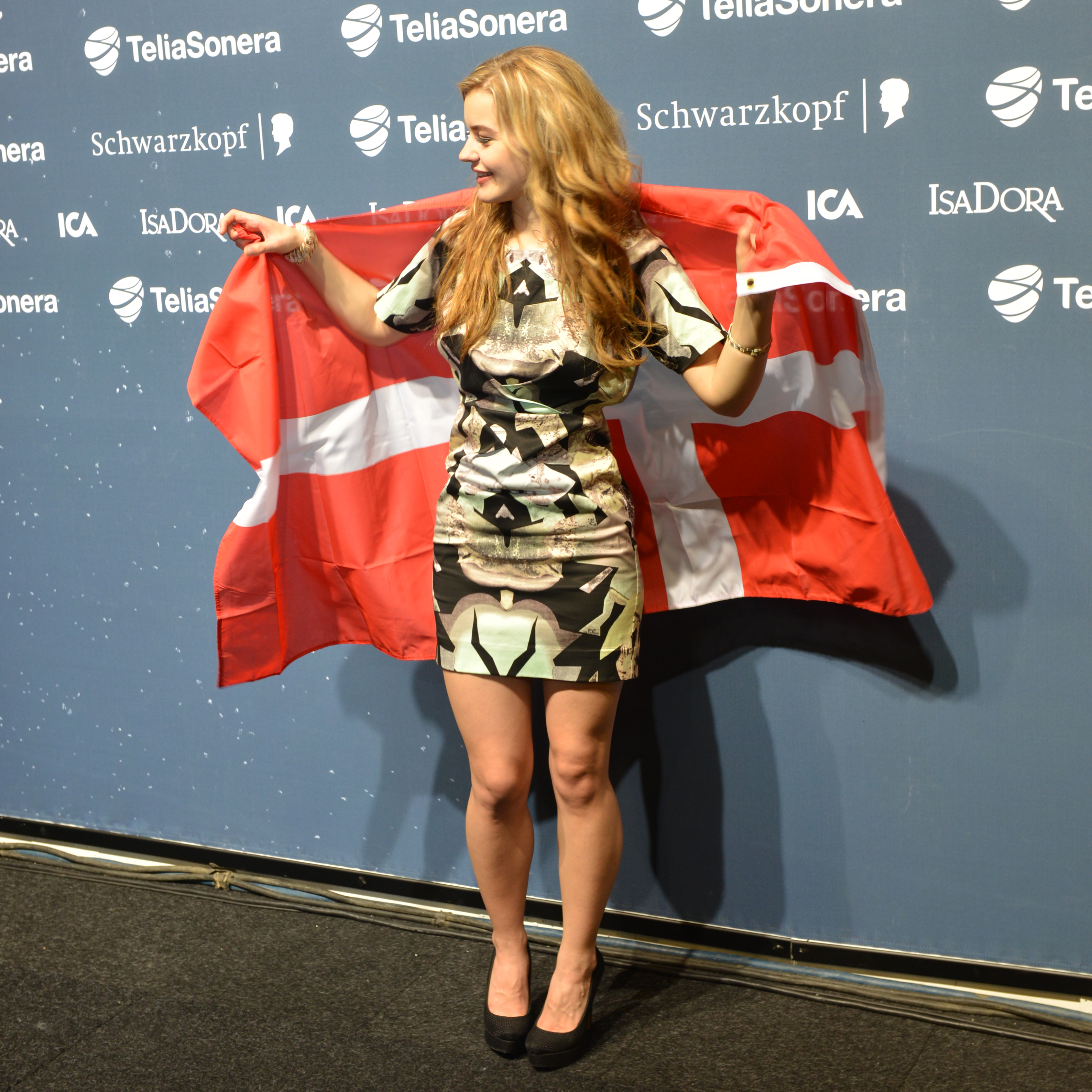
С датским флагом после победы на конкурсе «Евровидение 2013»

Номер Эммили, по мнению Александра Градского, победил вполне заслуженно. «По сути конкурса это была выигрышная песня», — сказал он.
В преддверии Евровидения, 6 мая, звукозаписывающая компания Universal выпускает дебютный альбом Эммилии «Only Teardrops». Запись одиннадцати треков (кроме заглавной песни, записанной ранее) прошла в марте, после чего артистка подписала контракт с Universal. Пластинка была очень успешной в чартах: в альбомном чарте Дании добралась до 4 места, в Швеции — до 32. В Бельгии — до 140, в Англии — до 148.
Одноимённый сингл «Only Teardrops» имел огромный успех в родной для Эммили Дании, дебютировав под первым номером в официальном чарте страны в первую же неделю. После триумфа Дании на конкурсе «Евровидение 2013», песня вернулась на первые строчки и получила золотую сертификацию IFPI Denmark. Сингл стал четырнадцатым в списке самых продаваемых песен Дании в 2013 году. Сингл «Only Teardrops» стал № 1 в Швеции, Финляндии, Греции, Исландии, достиг топ-5 в Германии, Ирландии, Нидерландах, Люксембурге, Швейцарии и прочих странах. Песня также добралась до 15 строчки в официальном чарте Англии. 19 августа в Дании вышел второй сингл «Hunter & Prey», 16 сентября Эммили выпустила видеоклип на него.

## После Евровидения
Победа Эммили сделала её звездой в Дании, сама певица называет свои концерты по всей Европе и записи песен своей мечтой, которая исполнилась. 7 февраля 2014 года Эммели выложила в Интернет видеоклип на песню «Raimaker», которую исполнила в финале Евровидения-2014 в Копенгагене — по её мнению, песня перекликалась с официальным девизом конкурса #JoinUs и призывала людей объединяться и помогать друг другу. 14 июля того же года сингл «Rainmaker» получил золотой статус.
Вторая песня с нового альбома, Drunk Tonight, была выпущена 18 августа, а 25 августа вышел видеоклип на песню. В клипе Эммели предстала в бикини; по её словам, она хотела предстать и элегантной, и сексуальной одновременно. 1 сентября вышел акустический мини-альбом «Acoustic Session», записанный в июле в ходе акустического квартирника певицы в Копенгагене. Пластинка добралась до 79 места в официальном альбомном чарте Дании.
В сентябре 2014 года Эммили дала интервью Wiwibloggs и рассказала, что в феврале 2015 года выпустит второй альбом.
В 2017 году Эммили де Форест написала песню «Never Give Up On You» для британской певицы Люси Джонс, представившей Великобританию на Евровидении в Киеве.

## Личная жизнь
Эммили — дочь шведа Ингвара Энгстрома (1938—2010). Его мать в конце жизни приняла фамилию «де Форест». По словам российского ведущего на Евровидение-2013, её дедушка утверждал, что он — внебрачный сын Мориса Арнольда де Фореста, который был политиком в Великобритании и стал графом Лихтенштейна. Когда Эммили принимала участие в Dansk Melodi Grand Prix, во время интервью она заявила, что её прапрабабушка — Королева Великобритании Виктория. Позже выяснилось, что это был пиар-ход. Было доказано, что певица не имеет с королевским домом родственных связей.
Значительную часть жизни она провела в Швеции, свободно говорит по-шведски.
На Детском Евровидении 2013 призналась в интервью одному из журналов, что у неё есть возлюбленный.

## Дискография

### Альбомы
- Only Teardrops (2013)
- History (2018)

### Синглы
- «Only Teardrops» (2013)
- «Hunter & Prey» (2013)
- «Rainmaker» (2014)
- «Drunk Tonight» (2014)
- «Hopscotch» (2015)
- «Sanctuary» (2017)
- «History» (2018)